# JFE環境サービス
JFE環境サービス株式会社 (英文JFE Environment Service Corporation、JFEかんきょうサービス) は、JFEグループの企業である。

## 概要
廃棄物処理施設、水処理施設、RDF製造設備およびその付帯設備の運転ならびに維持管理、蒸気製造、蒸気供給サービスを行っている。

## 沿革
日本鋼管の建設したゴミ処理施設の運転管理を目的として日本鋼管環境サービスを設立。その後、川崎環境プラントサービスと合併し現在の名称になった。